# Boeren-Leidse met sleutels

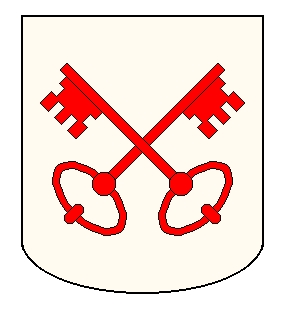
Escudo de armas de Leiden, que se imprime en los quesos como distintivo.

Boeren-Leidse met sleutels es un queso neerlandés protegido con denominación de origen a nivel europeo. Este queso es originario de la cuenca del río de Oude Rijn en la provincia de Holanda Meridional, en el área alrededor de la ciudad de Leiden, cuyo nombre tomó hace siglos. Allí se produjo artesanalmente desde los siglos XVII y XVIII. La zona donde se produce este queso alcanza las 215.000 hectáreas, e incluye los distritos pólder (Rijinland, Amstel en Vecht, Delfland y Schieland), los distritos de Woerden y Leidse Rijn, así como los distritos rurales de: Westerkoggenland, el pólder Beschoot; Giessenlande, el pólder de Over-en Neder Slingeland; y Udenhout. Otros nombres con los que pueden referirse a este queso o uno parecido son Boeren Leidenkaas, Komijnekaas, Leiden y Leydan. 

## Elaboración
El queso se hace con leche de vaca semidesnatada que no ha sido pasteurizada. Durante su elaboración se le añade comino, en una proporción de 75 gramos de comino por cada cien litros de leche. Se prensa en dos fases. En la segunda, cada queso recibe el sello con la marca de dos llaves cruzadas, que es el escudo de armas de Leiden y, alrededor, lleva escrito "Boeren-Leidse-met-sleutels". Sólo con esta marca oficial puede asegurarse que se ha preparado de acuerdo con la receta tradicional. 
La corteza es coloreada usando anatto, y puede añadírsele algún otro producto. Resulta así una cubierta de color marrón rojizo muy distintiva. Los bordes de este queso son afilados, a diferencia de la mayoría, como resultado de la forma particular de prensarlos.

## Características
Es un queso duro. La textura es robusta, pudiéndose cortar en lonchas. Su sabor es especial, rico, subrayado por los cominos que se le añaden. 
En cuanto a su uso, es apto para tomar en bocadillo, cortado en dados como tentempié, para fundir o, si está muy curado, para rallar. Marida bien con un tipo de cerveza particular de Holanda Septentrional, llamada Beerenburg. Puede igualmente tomarse con cerveza tipo ale, holandesa o belga. En cuanto al vino, puede tomarse con vino tinto terroso tipo syrah o un chianti de cepa sangiovese. 

## Curiosidades
Se considera que este queso es el origen del nokkelost («queso de la llave») noruega.
Se considera que es uno de los tres quesos más importantes de Holanda, inspirador de un dicho: «Una vez que un holandés come un trozo de Leyden, está perdido para cualquier otro queso».